# Trójai program
Számítógépes értelemben a trójai faló (röviden trójai, angolul trojan) olyan rosszindulatú program, amely mást tesz a háttérben, mint amit a felhasználónak mutat. Az elnevezés a görög mitológiában szereplő trójai falóból származik, utalva Odüsszeusz cselvetésére, hogy a görögök megnyerjék a trójai háborút. A közhiedelemmel ellentétben egy trójai nem feltétlenül tartalmaz rosszindulatú programkódot, azonban a többségük tartalmazza az ún. hátsó kapu telepítését, ami a fertőzés után biztosítja a hozzáférést a célszámítógéphez. A vírusokkal ellentétben általában nem többszörözi önmagát, terjedése főként egyedi támadásoknak és az emberi hiszékenységnek köszönhető.
Az egyszerűbb trójai programok csak kívülről tűnnek hasznos programnak, míg fejlettebb változataik a kémkedés mellett valóban képesek az ígért funkciók elvégzésére is, így csökkentve a lebukás veszélyét.
Trójaival való megfertőződésnek forrása lehet egy e-mail csatolmánya vagy azonnali üzenetküldő program, de a program a számítógépre kerülhet CD-n vagy egyéb adattárolón is. A leggyakoribb fertőzési módszert a letöltések és a veszélyes honlapok jelentik.

## Célja és rendeltetése
A Trójai programnak - a megfelelő adminisztrátori jogokkal - korlátlan hozzáférése van az operációs rendszerhez. Amihez ezzel a hatalommal kezd, az a támadó (hacker) céljaitól függ.

### Rombolás
- A számítógép vagy eszköz tönkretétele
- Fájlok, adatok módosítása vagy törlése
- További malware programok telepítése, futtatása
- Kémkedés a felhasználó tevékenysége és érzékeny adatai után

### Eszköz vagy identitás kihasználása
- A megfertőzött célszemély internetkapcsolatának használata (mint átjáró vagy proxy) illegális célokra (pl. további gépek megtámadására), vagy akár a felhasználó adatainak, fájljainak megosztására
- A célszemély hálózatát használó többi eszköz feltérképezése, megtámadása
- A számítógép használata egy botnet részeként (pl. automatikus spamelések elvégzésére)
- A számítógép erőforrásainak használata kriptovaluta-bányászatra (pl. Bitcoin)

### Pénzlopás, váltságdíj
- Elektromos pénzlopás
- Ransomware telepítése (pl. CryptoLocker)

### Adatlopás
- Felhasználó jelszavának, bankkártyaadatainak megszerzése
- Személyi adatok, privát fényképek eltulajdonítása
- Piaci titkok felderítése
- Személyi vagy ipari kémkedés

### Kémkedés, megfigyelés, tevékenységkövetés
- Gombleütések rögzítése (pl. felhasználó adatok, jelszavak lopásához)
- Felhasználó képernyőjének megfigyelése
- Felhasználó webkameraképének megfigyelése
- Számítógép távvezérlése

## Védekezés
A már feltérképezett Trójai vírusok és egyéb rosszindulatú programok ellen számos (akár ingyenes) programmal, vírusirtóval védekezhetünk. Fontos a program és a vírusdefiníciós adatbázis rendszeres (automatikus) frissítése, valamint - ha a program rendelkezik vele - az aktív védelmi funkciók bekapcsolása, illetve a tűzfal használata. Ezen programok leggyakoribb forrása az internet, azon belül is kéretlen e-mailek (csatolmánya, hivatkozása) és egyes kártékony weboldalak, amelyek rendszerint valamilyen (pl. pornográf) áltartalmat kínálnak a látogatóknak. A megelőzés érdekében javasolt az ilyen helyek kerülése is.

## Jellemző változatok

### Hálózat felderítő programok
pl. login.exe módosítása

### Másolásvédelem
pl. BIOS sorszám figyelése

### Beépített vírust tartalmazó programok
Adott feltétel teljesülése esetén szabadon engedi a vírust.

### Időzített bombát tartalmazó programok
Adott idő után megszűnik működni - próbaverzióknál normális.